# Edredon okularowy
Edredon okularowy (Somateria fischeri) – gatunek dużego ptaka z rodziny kaczkowatych (Anatidae). Gniazduje w północno-wschodniej Syberii i na Alasce. Zimuje głównie na Morzu Beringa oraz innych miejscach wolnych od lodu na dalekiej północy. Rzadko zalatuje do zachodniej Palearktyki, łącznie stwierdzony 5 razy (trzy razy w Norwegii i dwa razy na Svalbardzie). Jest bliski zagrożenia wyginięciem. Nie wyróżnia się podgatunków.

## Morfologia
Cechy gatunku
Jest to najmniejszy przedstawiciel rodzaju Somateria. Ubarwieniem przypomina edredona, ale samiec ma czarną pierś (i brzuch), duże okrągłe białe „okulary” (duże owalne białe plamy z czarnymi obwódkami) na przeważająco zielonkawej głowie oraz pomarańczowy dziób, częściowo przesłonięty jedwabistym zielono-białym upierzeniem; samica ma jasnopłowe „okulary” na nieco ciemniejszej rdzawo-brązowej głowie, a tułów rdzawy i gęsto czarno prążkowany. Samiec w szacie spoczynkowej przypomina samicę, ale da się go odróżnić po białych lotkach III rzędu i częściowo białym grzbiecie. Dojrzałość płciową osiąga w drugim roku życia. Gatunek monogamiczny.
Wymiary średnie
długość ciała: 50–58 cm
rozpiętość skrzydeł: 85–90 cm
masa ciała: samce 1275–1750 g, samice 1125–1850 g

## Ekologia i zachowanie

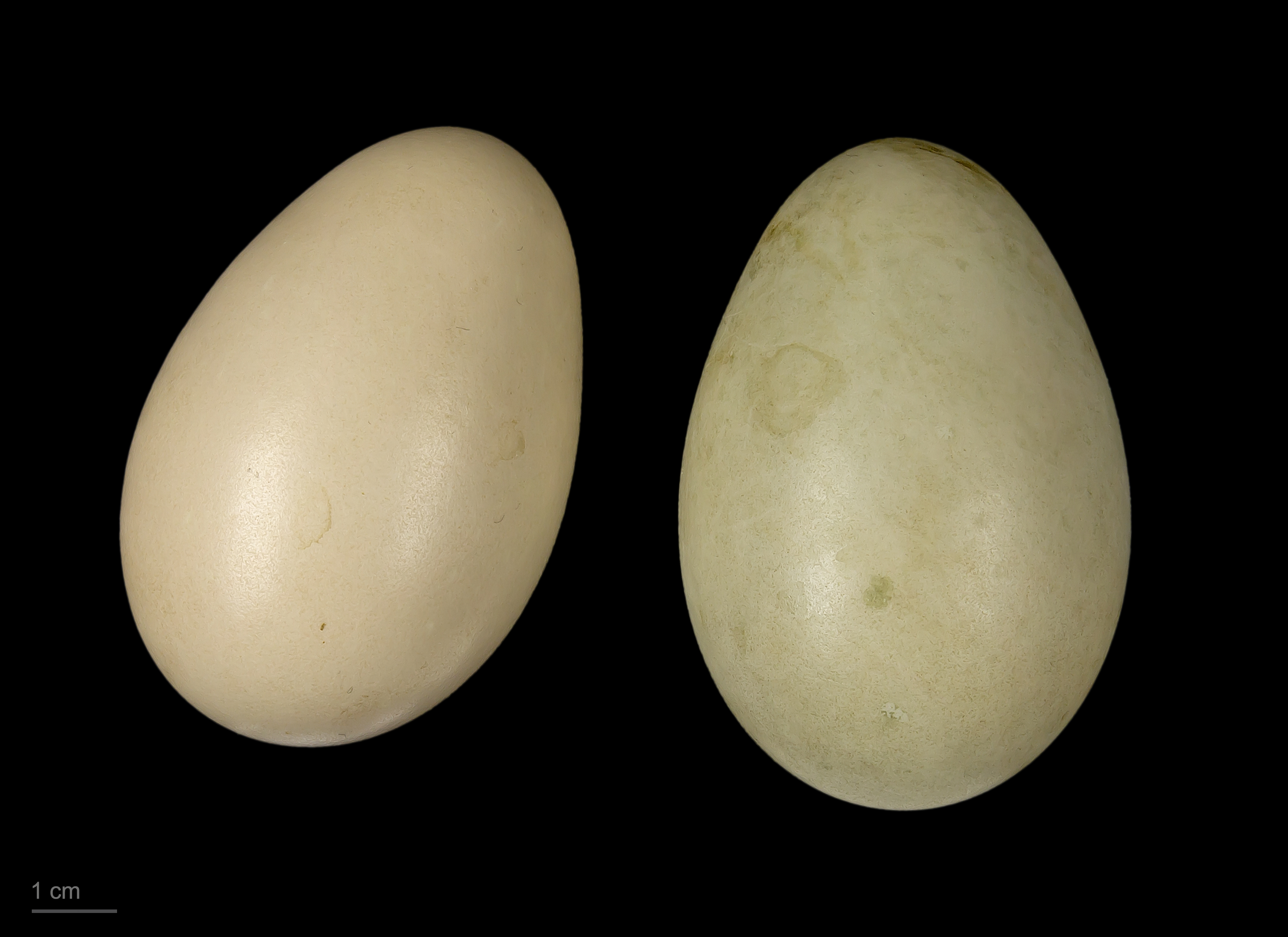
Jaja z kolekcji muzealnej

Biotop
Tundra nizinna. W okresie pozalęgowym brzegi i otwarte wody Morza Beringa.
Gniazdo
W niedużej odległości od wody, położone w wysokiej trawie, obficie wyścielone puchem, tak jak gniazda innych gatunków.
Jaja
Zwykle składa 5 do 9 jaj.
Wysiadywanie, pisklęta
Jaja wysiadywane są przez okres średni 24 dni wyłącznie przez samicę. Pisklęta usamodzielniają się podczas pierzenia.
Pożywienie
Drobne zwierzęta chwytane podczas nurkowania – głównie mięczaki i skorupiaki.

## Status i zagrożenia
Od 2018 roku Międzynarodowa Unia Ochrony Przyrody (IUCN) klasyfikuje edredona okularowego jako gatunek bliski zagrożenia (NT – Near Threatened); wcześniej, od 2000 roku miał on status gatunku najmniejszej troski (LC – Least Concern), zaś w latach 1994 i 1996 sklasyfikowano go jako gatunek narażony (VU – Vulnerable). W 2020 roku organizacja Wetlands International szacowała liczebność światowej populacji na 360–400 tysięcy osobników. Trend liczebności populacji uznawany jest za spadkowy. Do głównych zagrożeń należą zmiany klimatyczne, a także polowania.